# Hatchet (série de films)
 (janvier 2019).
Si vous disposez d'ouvrages ou d'articles de référence ou si vous connaissez des sites web de qualité traitant du thème abordé ici, merci de compléter l'article en donnant les références utiles à sa vérifiabilité et en les liant à la section « Notes et références ».
Pour les articles homonymes, voir Hatchet (homonymie).
 Pour plus de détails, voir Fiche technique et Distribution
Hatchet est une série de films d'horreur gore américains composés de quatre films (dont un cinquième serait en développement), réalisés et écrit par Adam Green.
La série commence par Butcher : La Légende de Victor Crowley, est suivi de deux suites directes Butcher 2 et Butcher 3, et complétés quelques années plus tard par un redémarrage en douceur avec la quatrième suite Victor Crowley. Le réalisateur Adam Green a laissé paraître ses plans pour le cinquième volet de la saga et veut radicalement changer de décor. Il veut quitter le décor habituel des marais de Honey Island et voyager dans un décor plus suburbain.
La série fait apparaître beaucoup d'acteurs et actrices jouant des rôles de méchants emblématiques : Kane Hodder (Jason Voorhees), Robert Englund (Freddy Krueger), Tony Todd (Candyman), R. A. Mihailoff (Leatherface), Derek Mears (Jason Voorhees) et Felissa Rose (Angela Baker).
Deux films supplémentaires sont d'ores-et-déjà en préparation par Adam Green et Danielle Harris.

## Fiche technique
|                   | Butcher : La Légende de Victor Crowley (2006) | Butcher 2 (2010)       | Butcher 3 (2013)       | Victor Crowley (film) (2017) |
| ----------------- | --------------------------------------------- | ---------------------- | ---------------------- | ---------------------------- |
| Réalisateur       | Adam Green                                    | Adam Green             | Adam Green             | Adam Green                   |
| Scénariste        | Adam Green                                    | Adam Green             | Adam Green             | Adam Green                   |
| Musique           | Andy Garfield                                 | Andy Garfield          | Andy Garfield          | Jason Akers et Sam Ewing     |
| Montage           | Christopher Roth                              | Ed Marx                | Ed Marx                | Matt Latham                  |
| Photographie      | Will Barratt                                  | Will Barratt           | Will Barratt           | Jan-Michael Losada           |
| Sortie américaine | 27 avril 2006                                 | 1er octobre 2010       | 14 juin 2013           | 22 août 2017                 |
| Sortie française  | 24 août 2007                                  | 1er juillet 2011       | 21 octobre 2014        | 5 juin 2018                  |
| Durée             | 80 minutes                                    | 82 minutes             | 82 minutes             | 83 minutes                   |
| Pays d'origine    | États-Unis                                    | États-Unis             | États-Unis             | États-Unis                   |
| Genres            | Horreur, slasher, gore                        | Horreur, slasher, gore | Horreur, slasher, gore | Horreur, slasher, gore       |

## Distribution
| Personnages             | Films                                         | Films                  | Films                    | Films                        |
| Personnages             | Butcher : La Légende de Victor Crowley (2006) | Butcher 2 (2010)       | Butcher 3 (2013)         | Victor Crowley (film) (2017) |
| ----------------------- | --------------------------------------------- | ---------------------- | ------------------------ | ---------------------------- |
| Victor Crowley          | Kane Hodder                                   | Kane Hodder            | Kane Hodder              | Kane Hodder                  |
| Thomas Crowley          | Kane Hodder                                   | Kane Hodder            | Kane Hodder              |                              |
| Ben                     | Joel Moore                                    |                        | Joel Moore               |                              |
| Marybeth Dunston        | Tamara Feldman                                | Danielle Harris        | Danielle Harris          | Danielle Harris (caméo)      |
| Marcus                  | Deon Richmond                                 |                        |                          |                              |
| Misty                   | Mercedes McNab                                |                        |                          |                              |
| Shawn                   | Parry Shen (en)                               |                        |                          |                              |
| Justin                  |                                               | Parry Shen (en)        |                          |                              |
| Andrew                  |                                               |                        | Parry Shen (en)          | Parry Shen (en)              |
| Doug Shapiro            | Joel Murray                                   |                        |                          |                              |
| Jenna                   | Joleigh Fioreavanti                           |                        |                          |                              |
| Jim Permatteo           | Richard Riehle                                |                        |                          |                              |
| Shannon Permatteo       | Patrika Darbo (en)                            |                        |                          |                              |
| Sampson Dunston         | Robert Englund                                |                        |                          |                              |
| Ainsley Dunston         | Joshua Leonard                                |                        |                          |                              |
| Le révérend Zombie      | Tony Todd                                     | Tony Todd              |                          |                              |
| Jack Cracker            | John Carl Buechler                            | John Carl Buechler     |                          |                              |
| Victor Crowley (Jeune)  | Rileah Vanderbilt (en)                        | Rileah Vanderbilt (en) |                          |                              |
| Oncle Bob               |                                               | Tom Holland            |                          |                              |
| Trent                   |                                               | R.A. Mihailoff         |                          |                              |
| Vernom                  |                                               | Colton Dunn            |                          |                              |
| Jean                    |                                               | Rick McCallum          |                          |                              |
| Layton                  |                                               | A. J. Bowen (en)       |                          |                              |
| Avery                   |                                               | Alexis Peters          |                          |                              |
| Cleatus                 |                                               | Ed Ackerman            |                          |                              |
| Tchad                   |                                               | David Foy              |                          |                              |
| Lena                    |                                               | Erika Hamilton         |                          |                              |
| Shyann Crowley          |                                               | Kathryn Fiore (en)     |                          |                              |
| Un chasseur             |                                               | Nick Principe          |                          |                              |
| Sampson Dunston (Jeune) |                                               | Cody Blue Snider       |                          |                              |
| Amanda                  |                                               |                        | Caroline Williams        |                              |
| Sheriff Fowler          |                                               |                        | Zach Galligan            |                              |
| Député Winslow          |                                               |                        | Robert Diago DoQui       |                              |
| Sergent Hawes           |                                               |                        | Derek Mears              |                              |
| Schneiderman            |                                               |                        | Cody Blue Snider         |                              |
| Dougherty               |                                               |                        | Rileah Vanderbilt        |                              |
| Randy                   |                                               |                        | Sean Whalen              |                              |
| Hamilton                |                                               |                        | Jason Trost (en)         |                              |
| Abbott McMullen         |                                               |                        | Sid Haig                 |                              |
| Lee                     |                                               |                        | Grant-Antony Zeebroek    |                              |
| Elbert                  |                                               |                        | Diane Ayala Goldner (en) |                              |
| Jim                     |                                               |                        | John Michael Sudolt      |                              |
| Rose                    |                                               |                        |                          | Laura Ortiz                  |
| Dillon                  |                                               |                        |                          | Dave Sheridan                |
| Sabrina                 |                                               |                        |                          | Krystal Joy Brown (en)       |
| Kathleen                |                                               |                        |                          | Felissa Rose                 |
| Austin                  |                                               |                        |                          | Brian Quinn                  |
| Casey                   |                                               |                        |                          | Tiffany Shepis               |
| Alex                    |                                               |                        |                          | Chase Williamson             |
| Chloe                   |                                               |                        |                          | Katie Booth                  |
| Sue                     |                                               |                        |                          | Kelly Vrooman                |
| Del                     |                                               |                        |                          | Jonah Ray (en)               |
| Bernard                 |                                               |                        |                          | Tyler Mane                   |
| J                       |                                               |                        |                          | Tezz Yancey                  |
| Zach                    |                                               |                        |                          | Blake Woodruff               |
| Linus                   |                                               |                        |                          | Whit Spurgeon                |
| Kristina                |                                               |                        |                          | Kali Cook                    |
| Skip                    |                                               |                        |                          | David Foy                    |

## Box-office
- Butcher : La légende de Victor Crowley sorti en 2006 engrange 175 281 $ de recette aux États Unis et 33 269 $ dans le reste du Monde. Cependant, ils vendent pour 7 109 436 $ lors de sa sortie en DVD.
- Butcher 2 sorti en 2010 engrange 52 604 $ de recette aux États Unis.
- Butcher 3 sorti en 2013 ne dispose pas de suffisamment d'informations pour connaître ses recettes.
- Victor Crowley sorti en 2017 ne dispose pas de suffisamment d'informations pour connaître ses recettes.